# City Park
City Park är en park i Australien. Den ligger i delstaten Tasmanien, i den sydöstra delen av landet, omkring 160 kilometer norr om delstatshuvudstaden Hobart. City Park ligger 3 meter över havet.
Runt City Park är det tätbefolkat, med 266 invånare per kvadratkilometer.. Närmaste större samhälle är Launceston, nära City Park. 
Runt City Park är det i huvudsak tätbebyggt. Genomsnittlig årsnederbörd är 1 078 millimeter. Den regnigaste månaden är augusti, med i genomsnitt 150 mm nederbörd, och den torraste är januari, med 35 mm nederbörd.